# フォークローダー
フォークローダー（fork loader）は前方にフォークを備えた特殊自動車。主に工事現場などにおいて木材などの荷役を行ったりする。

## 車両の特徴
一般的に二輪駆動であり、後輪操舵である。ショベルローダーにパワーショベル、バケットの代わりにフォークをつけたものである。中には四輪駆動のものも存在する。後輪操舵ゆえ、前進中曲がると外輪差が発生する。日本ではJIS D 6201：2017のフォークリフトトラックの定義中の「フォークなどを上下させるマストを備えた」に該当しないので、法的にフォークリフト扱いされない。

## 公道走行の免許と保険
公道を走行するものは、大きさなどの区分で小型特殊自動車または大型特殊自動車となるので、対応した運転免許が必要となる。小型特殊は原付以外のいずれかの免許があれば運転できるが、大型特殊は大型特殊1種または2種の免許がないと運転できない。下記の技能講習等の操作資格は「走行だけなら」不要である。車両については、上記のナンバープレートの取得、自動車損害賠償責任保険の加入が必須である。また、公道上で荷役作業をしてはならない。

## 操作に必要な資格
日本国内で木材などを積み込んでの作業を行うためには、2輪駆動の場合はショベルローダー等運転者としての資格が必要である。4輪駆動の場合は車両系建設機械運転者の資格が必要であるが互換性のないフォークを備えたものはフォークローダーとしての適用を受ける。但し、資格を有していても現場内における荷役作業だけに限られ、公道での荷役をすることは出来ない。

## 特殊自動車の区分
- 特殊自動車参照、小型でないものは大型。

## メーカー
- 川崎重工業
- 小松製作所

## 関連
- ショベルローダー
- フォークリフト